# 維拉科柳山 (薩瓦亞省)
18°47′5″S 68°50′42″W / 18.78472°S 68.84500°W
維拉科柳山（Wila Qullu），是玻利維亞的山峰，位於該國西部奧魯羅省萨瓦亚县，處於普金蒂卡火山東南面和帕科卡瓦山西北面，屬於安第斯山脈中玻利維亞西部山脈的一部分，海拔高度4,600米。